# Giovanni Spinola

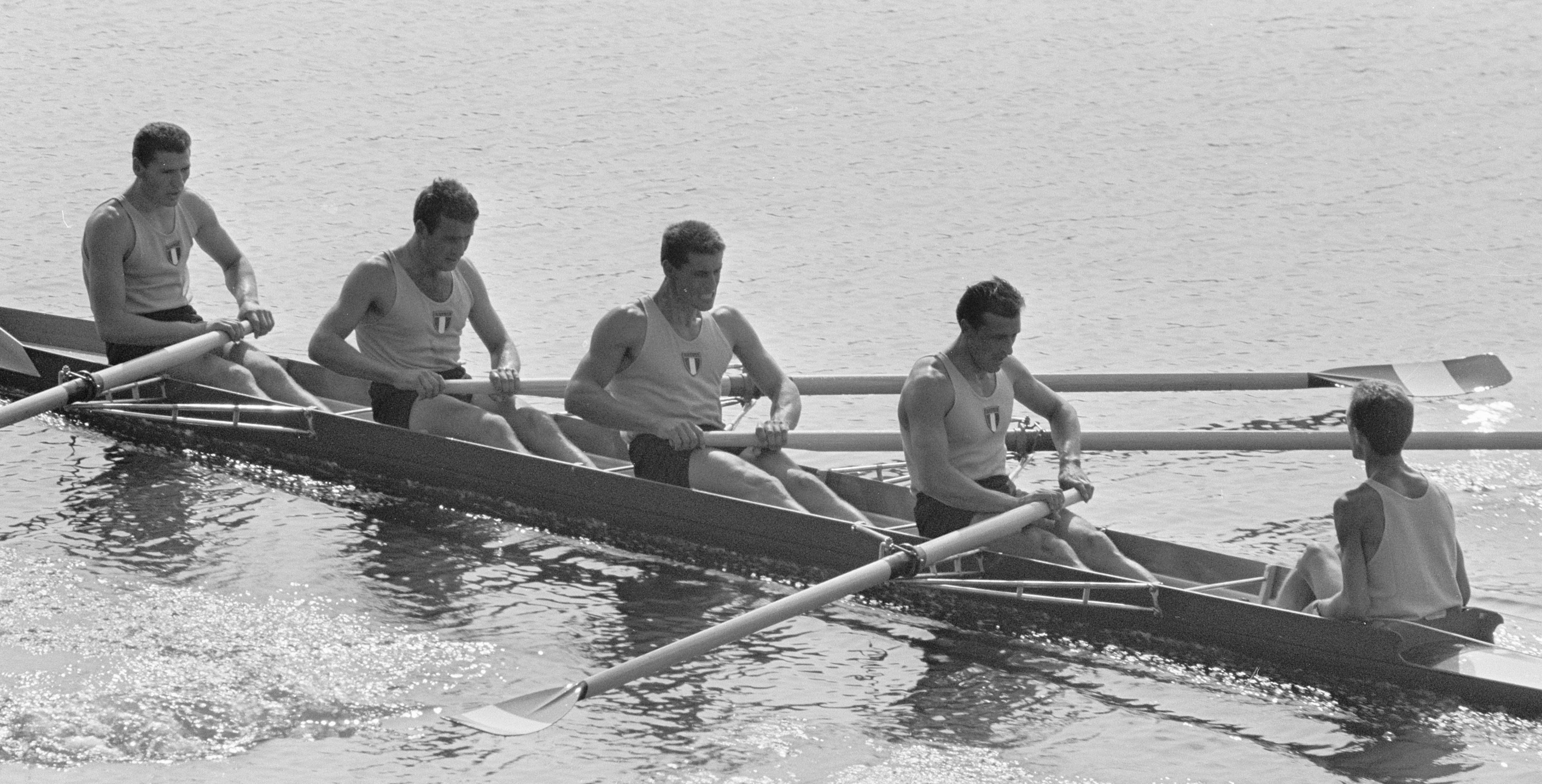
Der italienische Vierer mit Steuermann bei den Europameisterschaften 1964, Spinola sitzt mit dem Rücken zur Kamera.

Giovanni Pietro Spinola (* 31. Juli 1935 in Gravedona; † 19. Oktober 2020 in Gravedona) war ein italienischer Steuermann im Rudern.
Bei den Europameisterschaften 1964 ruderten Franco De Pedrina, Giuseppe Galante, Emilio Trivini und Renato Bosatta mit Giovanni Spinola im Vierer mit Steuermann, die Italiener erreichten den dritten Platz hinter den Booten aus der Sowjetunion und aus der Bundesrepublik Deutschland. Bei den Olympischen Spielen 1964 gewannen die drei Medaillengewinner der Europameisterschaften ihren Vorlauf. Im Finale siegte das bundesdeutsche Boot vor den Italienern und den Niederländern, die sowjetischen Europameister belegten hinter den Franzosen den fünften Platz.
Der 1,65 m große Giovanni Spinola ruderte für die Canottieri Falck aus Dongo am Comer See.